# 乌戈尔语支
烏戈爾語支是烏拉爾語系芬蘭-烏戈爾語族的語支，名稱來自現在屬俄羅斯漢特-曼西自治區的尤格拉。
烏戈爾語支包括3種語言：匈牙利語、漢特語和曼西語。后两门语言传统上被认为两门单独的语言，尽管它们的各种主要方言之间的区别足够可以把它们看成是各自包含三到四门语言的两个语组。一个共同的原始乌戈尔语被推断出在公元前第三个千禧年的末期到公元前第一个千禧年的上半期通行于乌拉尔山脉南端东部的西伯利亚西部地区。在这三门语言当中，汉特语和曼西语传统上从匈牙利语中分开并组成鄂毕-乌戈尔语组，尽管曼西语和匈牙利语之间也有一些共同的特征。